# Mischievous of Alice
「Mischievous of Alice」（ミスチバス・オブ・アリス）は、妖精帝國の13作目のシングル。2011年7月27日にLantisからリリースされた。

## 解説
- PSPゲーム「クイーンズゲイト スパイラルカオス」のオープニングテーマに「Mischievous of Alice」が、エンディングテーマに「emergence」が使用されている。
- 前作同様、PVを収録したDVDが同梱されている。

## 収録曲
全曲 作詞：YUI、作曲・編曲：橘尭葉
1. Mischievous of Alice [3:26] 
PSPゲーム『クイーンズゲイト スパイラルカオス』オープニングテーマ
2. emergence [3:55]  
PSPゲーム『クイーンズゲイト スパイラルカオス』エンディングテーマ
3. Mischievous of Alice (instrumental)
4. emergence (instrumental)